# 圣莱热莱帕赖
圣莱热莱帕赖（法語：Saint-Léger-lès-Paray，法語發音：[sɛ̃ leʒe lɛ paʁɛ]，意为“帕赖附近的圣莱热”）是法国索恩-卢瓦尔省的一个市镇，属于沙罗勒区。

## 地理
圣莱热莱帕赖（46°28'24"N, 4°5'21"E）面积13.37 平方千米，位于法国勃艮第-弗朗什-孔泰大區索恩-卢瓦尔省，该省份为法国中部省份，北起顺时针与科多尔省、汝拉省、安省、罗讷省、卢瓦尔省、阿列省和涅夫勒省接壤。
与圣莱热莱帕赖接壤的市镇（或旧市镇、城区）包括：圣樊尚-布拉尼、迪关、帕赖勒莫尼亚勒、沙罗勒地区维特里、沃莱夫尔。
圣莱热莱帕赖的时区为UTC+01:00、UTC+02:00（夏令时）。

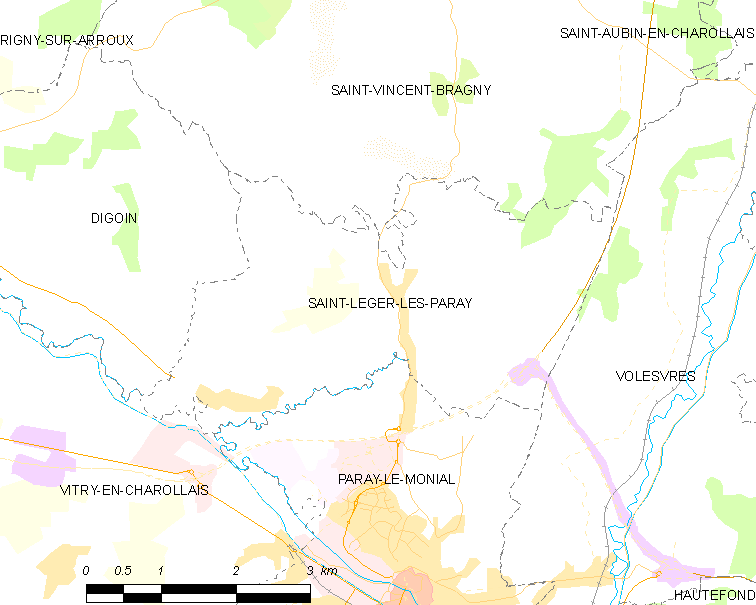
圣莱热莱帕赖的OSM定位图

## 行政
圣莱热莱帕赖的邮政编码为71600，INSEE市镇编码为71439。

## 政治
圣莱热莱帕赖所属的省级选区为帕赖勒莫尼亚勒县。

## 人口

1962-2008年间圣莱热莱帕赖人口变化图示

圣莱热莱帕赖于2022年1月1日时的人口数量为759人。